# Olpe (Kansas)
Olpe è un comune degli Stati Uniti d'America, situato nello Stato del Kansas, nella contea di Lyon.